# Геных, Станислав
Станислав Геных (чеш. Stanislav Henych; род. 19 февраля 1949, Йилемнице, Либерецкий край) — чехословацкий лыжник, призёр чемпионата мира. 

## Карьера
На Олимпийских играх 1972 года в Саппоро, занял 21-е место в гонке на 15 км, 9-е место в гонке на 30 км и 8-е место в эстафете.
На Олимпийских играх 1976 года в Иннсбруке, был 46-м в гонке на 15 км, 30-м в гонке на 50 км и 10-м в эстафете.
На чемпионате мира-1974 завоевал серебряную медаль в гонке на 50 км, кроме того был 5-м в эстафете.